# NGC 831
NGC 831 је спирална галаксија у сазвежђу Кит која се налази на NGC листи објеката дубоког неба.
Деклинација објекта је + 6° 5' 48" а ректасцензија 2h 9m 34,5s. Привидна величина (магнитуда) објекта NGC 831 износи 14,4 а фотографска магнитуда 15,3. NGC 831 је још познат и под ознакама CGCG 413-49, KUG 0206+058, PGC 8241.